# 필화
필화(筆禍)란 언론 매체 등에 당시의 집권 세력을 비판하거나 풍자한 창작물을 게시했을 때, 그 창작자가 처벌 등의 불이익을 받는 것을 말한다. 대한민국에서는 일제강점기와 독재정권 집권시기에 이러한 일들이 많았다.

## 같이 보기
- 풍자
- 검열